# Menifee (Californie)
Pour les articles homonymes, voir Menifee.
Menifee est une ville de Californie, située dans le comté de Riverside. Lors du recensement de 2010, sa population s’élevait à 77 519 habitants.

## Histoire
La région est habitée durant le XVIIIe siècle sous le régime espagnol et sera cédée par le Mexique aux États-Unis, à la suite du résultat de la guerre américano-mexicaine.
Le développement urbain connu un bond fin des années 1980 et début 1990 en tant que ville nouvelle.
Le 3 juin 2008, les habitants ont été interrogés par référendum sur l'incorporation afin de former la 26e ville du comté de Riverside. La nouvelle Ville de Menifee a été officiellement établie le 1er octobre 2008.

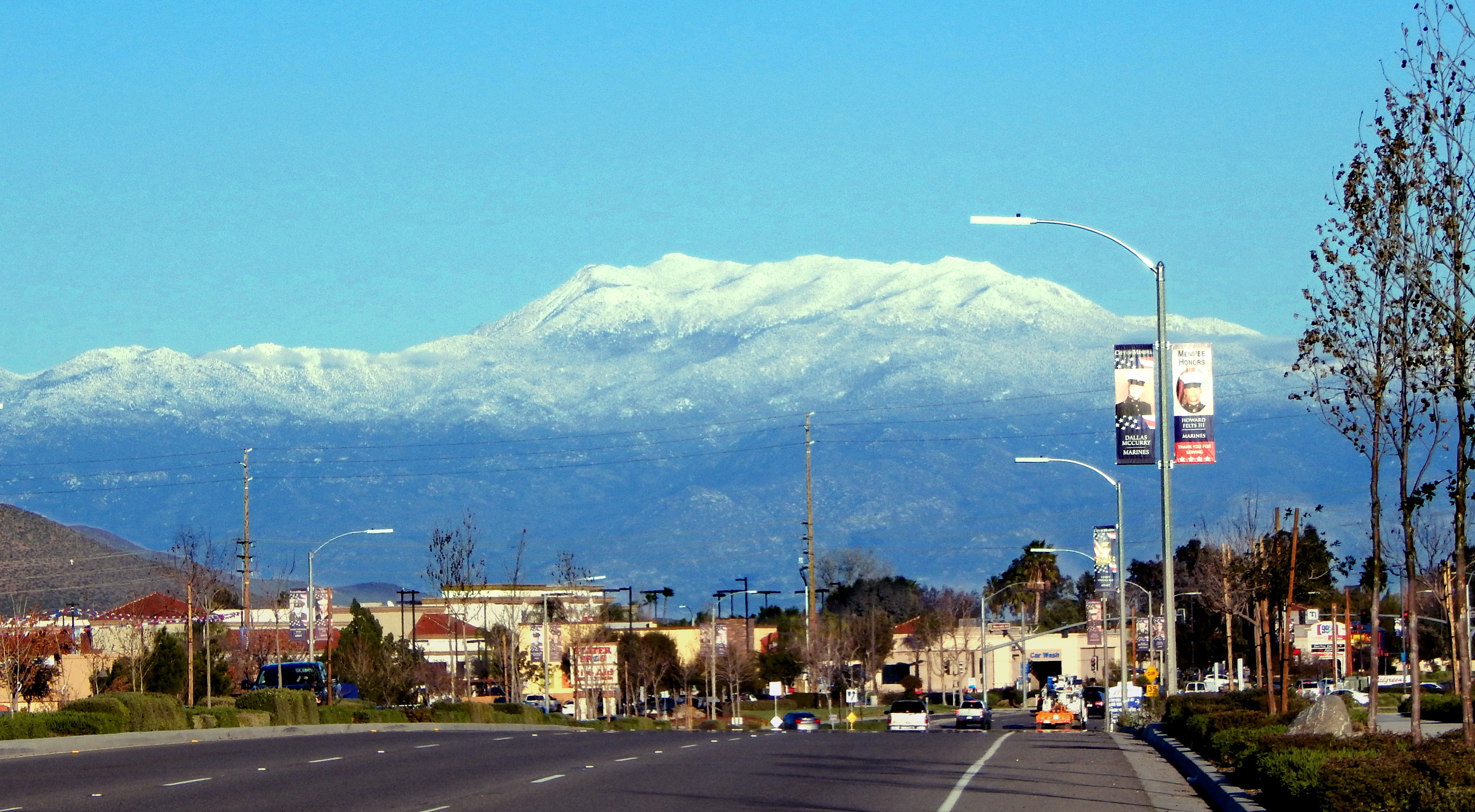
Route de Newport à l'est vers les montagnes de San Jacinto

## Géographie
Selon le bureau du recensement des États-Unis, Menifee a une superficie totale de 120,7 km2, dont 120,3 km2 de terre et 0,365 km2 d'eau (0,30 %).

### Climat
Les record de température sont de 46,1 °C et −10 °C enregistrés respectivement en 1998 et 1976.
| Mois                              | jan. | fév. | mars | avril | mai | juin | jui. | août | sep. | oct. | nov. | déc. | année |
| --------------------------------- | ---- | ---- | ---- | ----- | --- | ---- | ---- | ---- | ---- | ---- | ---- | ---- | ----- |
| Température minimale moyenne (°C) | 2    | 3    | 5    | 7     | 10  | 12   | 15   | 16   | 14   | 9    | 4    | 1    | 8,2   |
| Température maximale moyenne (°C) | 19   | 20   | 21   | 25    | 28  | 33   | 37   | 37   | 34   | 29   | 23   | 20   | 27,2  |
| Précipitations (mm)               | 67   | 73   | 59   | 16    | 8,4 | 1    | 1    | 6,4  | 4,6  | 6,6  | 19   | 28   | 290   |

| Diagramme climatique                                  |       |       |       |         |       |       |         |         |        |       |       |
| J                                                     | F     | M     | A     | M       | J     | J     | A       | S       | O      | N     | D     |
| 19267                                                 | 20373 | 21559 | 25716 | 28108,4 | 33121 | 37151 | 37166,4 | 34144,6 | 2996,6 | 23419 | 20128 |
| Moyennes : • Temp. maxi et mini °C • Précipitation mm |       |       |       |         |       |       |         |         |        |       |       |

## Démographie
| 2000   | 2010   | - | - | - | - |
| ------ | ------ | - | - | - | - |
| 42 373 | 77 519 | - | - | - | - |